# Fleshies
Fleshies é uma banda de punk rock dos Estados Unidos, formada em Oakland.

## Discografia

### Álbuns de estúdio
- Arbgabdo, Baby! (fita, 1999)
- Fleshies (demo, S.P.A.M. 2000)
- Kill The Dreamer's Dream (S.P.A.M / Alternative Tentacles, 2001)
- The Sicilian (Alternative Tentacles, 2003)
- Gung Ho! (faixas 7" Tracks, lados-B), (Life is Abuse, 2004)
- Scrape the Walls (Alternative Tentacles, 2006)

### Compactos e EP
- Playdough EP (split 7" com The Jocks, S.P.A.M. Records/Risk Records, 2000)
- The Phantom Limbs / Fleshies (split 7" com The Phantom Limbs, S.P.A.M./Mungaso Records, 2001)
- Federation X / Fleshies (split 7" com Federation X, Molasses Manifesto Records, 2001)
- Victim's Family / Fleshies (split 7" com Victim's Family, Alternative Tentacles, 2001)
- The Game Of Futbol (Adeline Records, 2002)
- Fleshies / Toys That Kill (split 7", Geykido Comet Records, 2003)

### Compilações
- Apocalypse Always (Alternative Tentacles, 2002)
- Dropping Food On Their Heads is Not Enough: Benefit For RAWA (Geykido Comet Records, 2002)
- This Just In... Benefit For Indy Media (Geykido Comet Records, 2005)
- Noisy, quatro faixas filmadas em Londres (Punkervision, 2005)